# Grand Canal du Nord

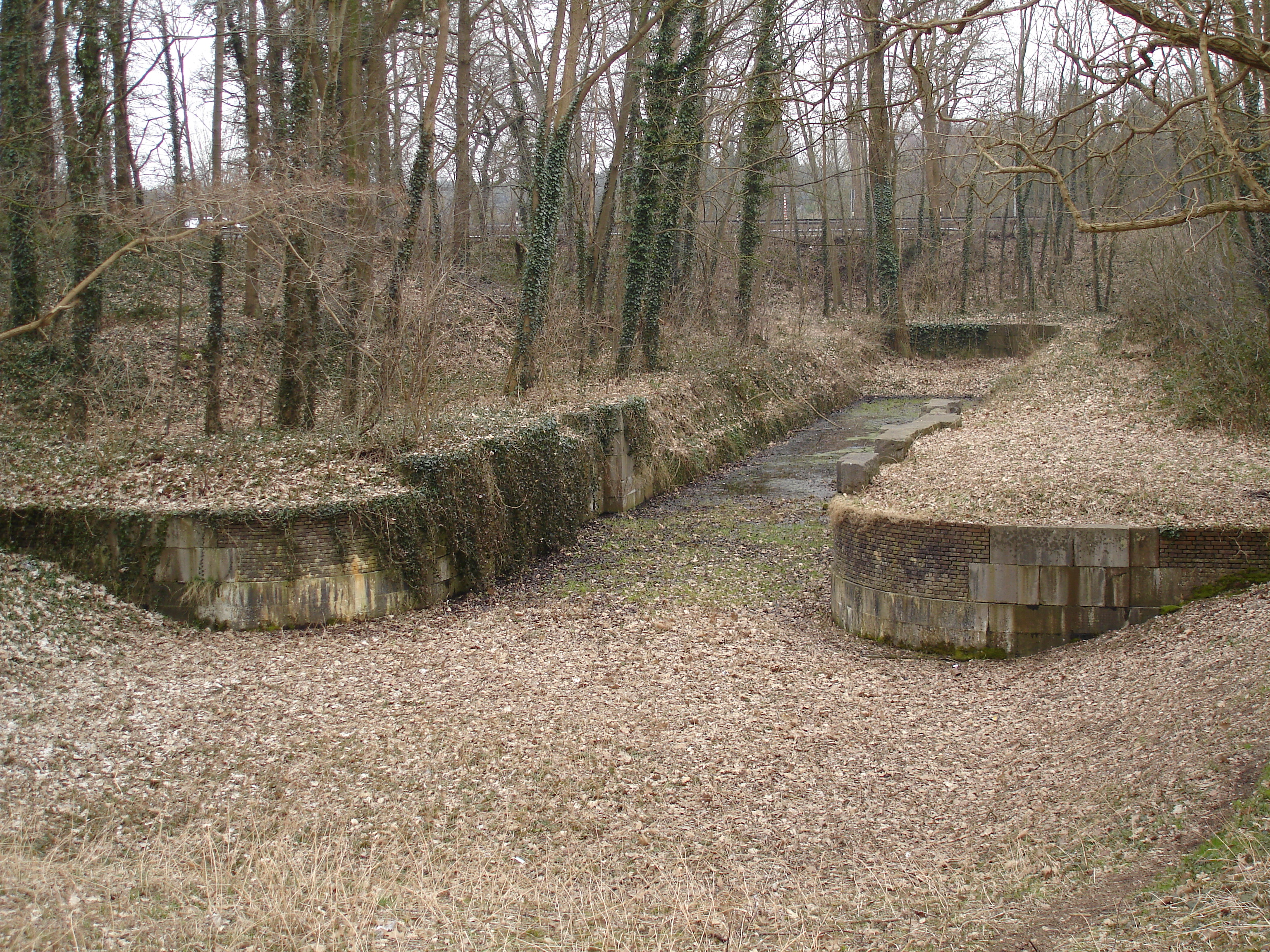
Oude sluis in Louisenburg, een gehucht dat werd genoemd naar Napoleons tweede vrouw

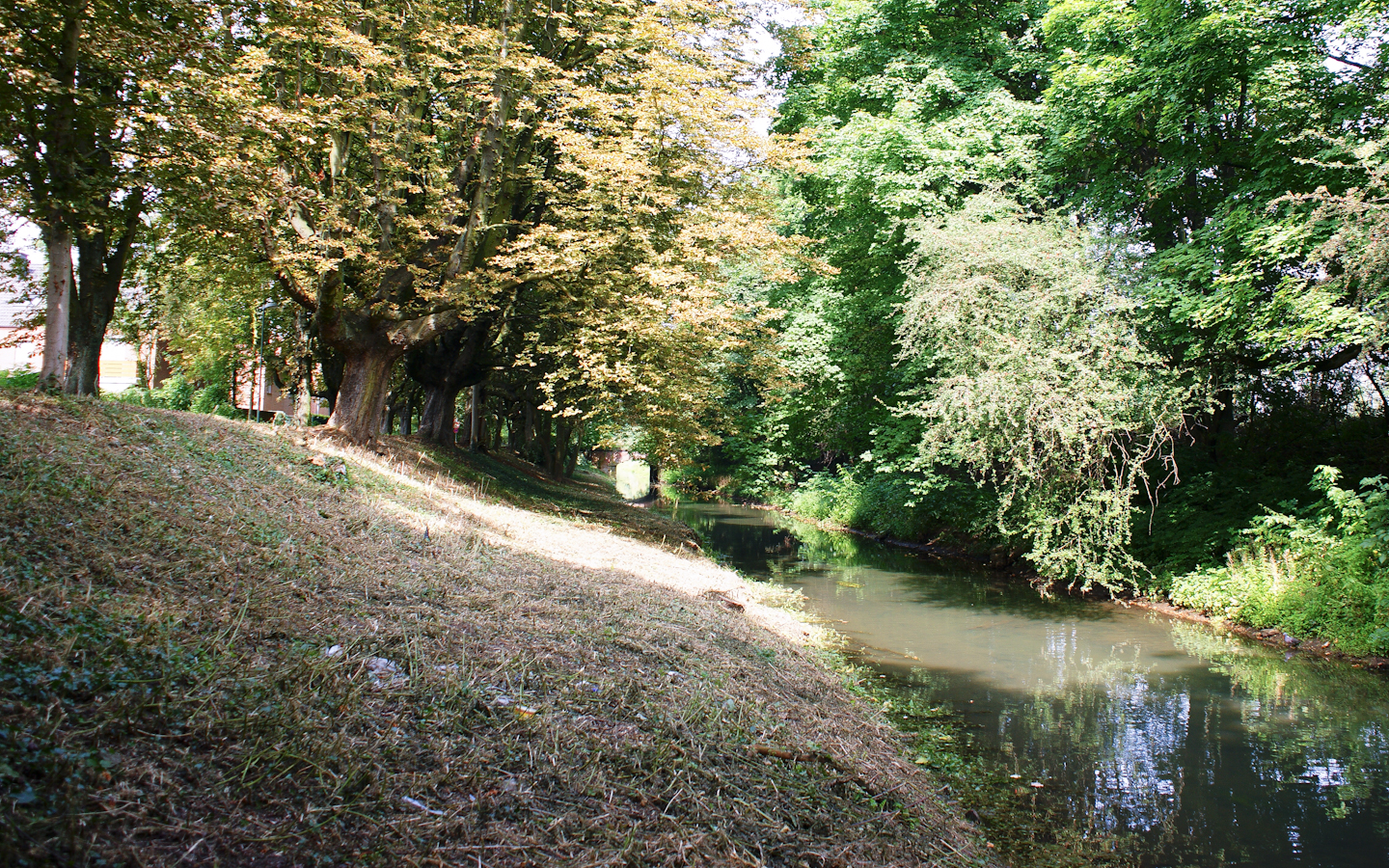
Het half gevulde Nordkanal in het Stadtwald ten westen van Neuss

Het grand Canal du Nord of de Jonction de l'Escaut à la Meuse et au Rhin was een kanaalproject dat in 1803-1810 werd uitgevoerd met als doel de steden Antwerpen, Venlo en Neuss te verbinden. Het werd nooit voltooid, hoewel afzonderlijke gedeeltes de basis van enkele moderne kanalen vormen.

## Aanleg
Al in de Spaanse Nederlanden werd een Schelde-Maas-Rijnverbinding gepland: de Fossa Eugeniana (1626-1629). De Dertigjarige Oorlog vertraagde de werken; het verlies van Rijnberk maakte de voltooiing ook later onmogelijk. Onder het Franse bewind werden de betrokken regio's echter herenigd. In 1803 begonnen de veldmetingen voor een gelijkaardige waterweg.
In 1806 werd gekozen voor het traject Antwerpen-Venlo-Neuss. Om het gedeelte Antwerpen-Venlo van water te voorzien werd bijkomstig een voedingskanaal voorzien, de rigole du Jaar. Dit kanaaltje moest op zijn loop van Kanne naar Kaulille water van verschillende rivieren opnemen en naar het kruinpand leiden. Op 10 mei 1806 keurde het Tribunaat het decreet tot de aanleg goed. De baten van het project werden door Karel van Hulthem geformuleerd als volgt:
Het hoofddoel van het kanaal bestaat erin dit deel van het Franse rijk met Duitsland te verbinden, de handel op het Rijnland te richten, en vooral om de Antwerpse scheepswerven te voorzien van timmerhout. (…) Men zal aan de woeste Kempen nieuw leven schenken doordat de inwoners gemakkelijker goederen zullen verkrijgen, in het bijzonder mest. (…) Het zal een burgerlijke en militaire verdedigingslinie vormen – burgerlijk doordat ze de smokkel hindert, militair doordat ze inundatie rond Antwerpen mogelijk maakt. (…) Het voedingskanaal vermindert de prijs van steenkool en bouwmaterialen [uit het Luikse] in de Kempen. Ze zorgt ook voor een kortere verbinding met Holland, en biedt Holland dus een gemakkelijkere weg om steenkool en bouwmaterialen in te voeren. Ten slotte maakt ze het mogelijk om artillerie en munitie naar Maastricht, Venlo en Antwerpen te vervoeren.
Niet veel later volgde een kleine aanpassing: het gedeelte Herentals-Lozen werd van Kleine-Brogel naar Lommel verschoven, zodat het kruinpand lager kwam te liggen en bijgevolg vanuit de Maas (ter hoogte van Smeermaas) gevoed kon worden. Lommel hoorde indertijd bij Holland, maar werd krachtens het Verdrag van Fontainebleau (november 1807) bij het Franse rijk gevoegd. Meteen hierna begonnen de werkzaamheden. Ze moesten in 1812 voltooid worden.

## Stillegging van de werken
In 1810 zette Napoleon zijn broer Lodewijk af als koning van Holland en voegde het gebied toe aan het Franse rijk. De Nederlanders vreesden door het grand Canal du Nord hun monopolie op de Maas- en Rijnhandel te verliezen en overtuigden Napoleon ervan het kanaalproject stil te leggen. Nochtans was dit al voor 2/3 (zo goed als) afgewerkt, en meer bepaald voor de volgende gedeeltes:
- Herentals-Ten Aard (later Kempische Vaart)
- Neerpelt-Boekend inclusief het voedingskanaal (later Kempische Vaart, Zuid-Willemsvaart en Noordervaart)
- Ven-Neuss (tijdelijk Nordkanal Neersen-Neuss)

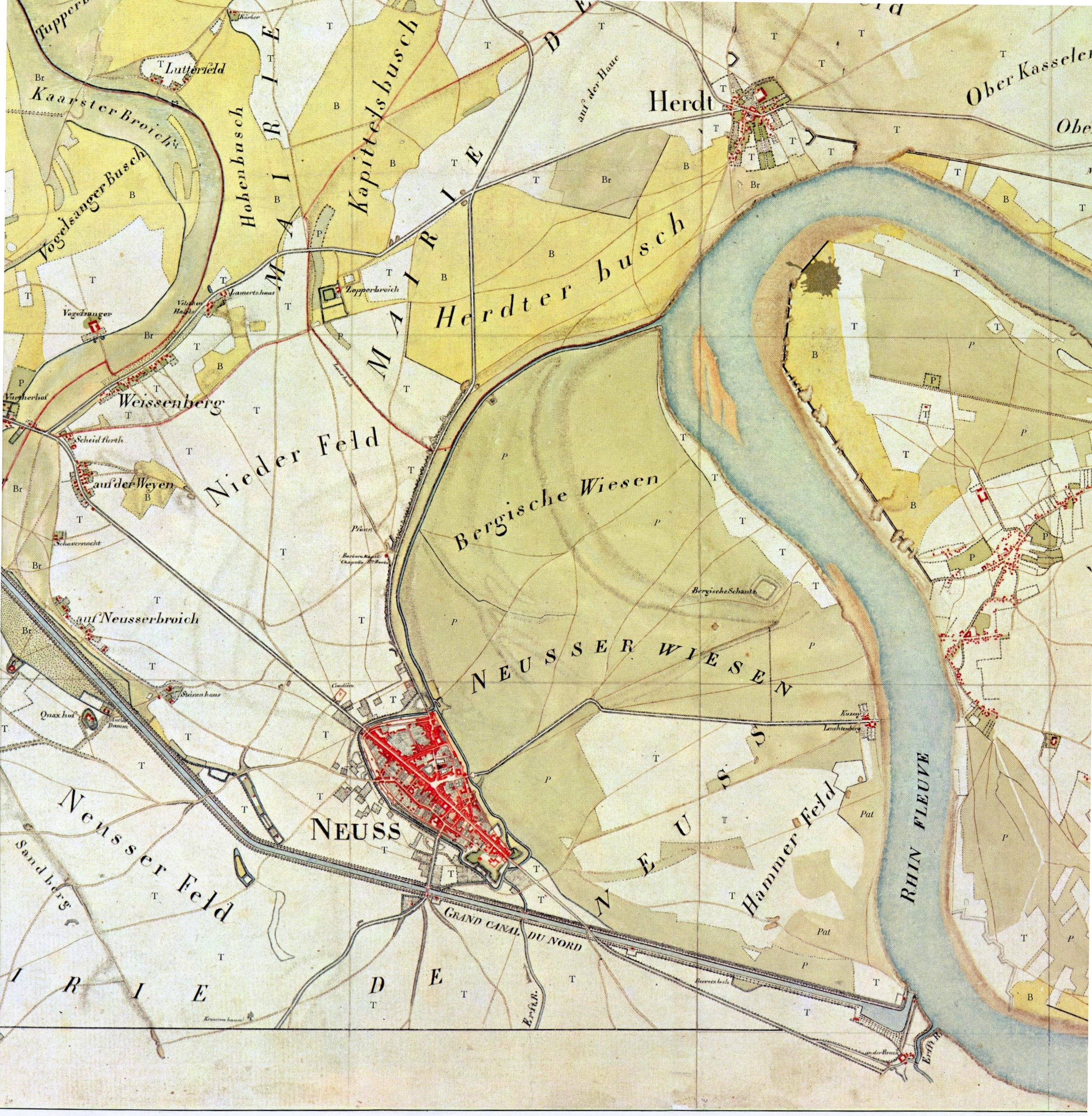
verbinding in Neuss

Enkel de voltooiing van de gedeeltes rond Venlo was nodig om de Maas en de Rijn te verenigen, maar Nederland weigerde dit opdat de Nederlandse zeehavens het monopolie op de Rijnhandel behielden. Het Verdrag van Versailles (1919) gaf België het recht om de verbinding te eisen, en zo werden in de jaren 1920 de kanalen Venlo-Ruhrort en Bilzen-Neuss ontworpen. Doordat de trajecten in België fel bediscussieerd werden, werd geen van deze projecten verwezenlijkt. Toch kwam er uiteindelijk een verbinding tussen Maas en Rijn, nl. via het Schelde-Rijnkanaal (1975).

## Overblijfselen
Originele overblijfselen van Napoleons kanaalplannen zijn op verschillende plaatsen te bewonderen:
- het hoofdkanaal
  - te Boekend vlak bij Venlo
  - in en rond Louisenburg
  - van Flughafen Mönchengladbach tot aan de Rijn
- het voedingskanaal
  - te Kaulille op de voormalige terreinen van Cooppal
  - tussen de abdij van Hocht en de Zuid-Willemsvaart

Langs het gedeelte Nederweert-Neuss werd de wandel- en fietsroute Fietsallee langs de Noordervaart / am Nordkanal geopend.